# 阿部武雄
阿部 武雄（あべ たけお、1902年（明治35年）1月4日 - 1968年（昭和43年）2月5日）は、日本の作曲家。

## 経歴
山形県鶴岡市湯野浜に旅役者の息子として誕生するも、生後間もなく両親は離別、再婚した母に伴われて横須賀に居を移したが母が病死したので、祖父母と石巻に転住。まだ小学生という頑是無い子供であるのに、町役場の給仕として働き生活の辛酸を舐めていた。
苦学の末、東洋音楽学校に入学。卒業後、神戸オリエントホテルのバンドマンとして就職。10年程、楽士として各地を転々とする。
1933年（昭和8年）、作詞家藤田まさとの紹介でポリドールに入社し、専属作曲家となる。1934年（昭和9年）、東海林太郎の歌う「国境の町」、1935年（昭和10年）「むらさき小唄」が大ヒット。上原敏の大ヒット曲「流転」、「裏町人生」、「鴛鴦道中」なども手がける。その後も、ポリドールの黄金期を支える作曲家として活躍。
1968年（昭和43年）2月5日、心臓病のため板橋区の自宅で死去。享年66。故郷の鶴岡市には阿部武雄顕彰碑がある。2012年（平成24年）、『流浪の作曲家　阿部武雄』（菊池清麿・著）が地元の老舗出版社東北出版企画より上梓された。

## 代表曲
- 『国境の町』（昭和9年12月）［大木惇夫作詞、歌：東海林太郎］
- 『母を捧ぐる歌』（昭和10年2月）［サトウハチロー作詞、歌：東海林太郎］
- 『むらさき小唄』（昭和10年5月）［佐藤惣之助作詞、歌：東海林太郎］
- 『丹下左善の唄』（昭和10年7月）［藤田まさと作詞、歌：東海林太郎］
- 『お柳恋しや』（昭和11年1月）［佐藤惣之助作詞、歌：東海林太郎］
- 『江戸前みやげ子守歌』（昭和11年3月）［時雨音羽作詞、歌：高田浩吉］
- 『吉さま人形』（昭和11年5月）［土方喬作詞、歌：東海林太郎］
- 『妻恋道中』（昭和12年4月）［藤田まさと作詞、歌：上原敏］
- 『蛇の目のかげで』（昭和12年5月）［並木せんざ作詞、歌：日本橋きみ栄］
- 『流転』（昭和12年7月）［藤田まさと作詞、歌：上原敏］
- 『裏町人生』（昭和12年8月）［島田磬也作詞、歌：上原敏、結城道子］(尚、この曲はシンガポールの演歌歌手･黄清元によってカヴァーされている。)
- 『鴛鴦道中』（昭和13年1月）［藤田まさと作詞、歌：上原敏、青葉笙子］
- 『徳利の別れ』（昭和13年5月）［野村俊夫作詞、歌：上原敏］
- 『関の弥太っぺ』（昭和13年6月）［藤田まさと作詞、歌：高田浩吉］